# Шаповал Роман Миколайович
Рома́н Микола́йович Шапова́л (1993—2024) — лейтенант Збройних сил України, учасник російсько-української війни. Герой України (2025, посмертно).

## Життєпис
Народився 28 вересня 1993 року в селі Гланишів, Переяслав-Хмельницького району, нині Бориспільського району Київської області. Навчався у місцевій школі, після закінчення якої вступив до школи міліції. Згодом здобув вищу освіту на факультеті фінансово-економічної та професійної освіти в Переяславському університеті.

### Військова служба
На захист України став у 2014 році, вступивши до батальйону «Айдар». У 2019 році мав короткострокову перерву у військовій службі, перебував у Чехії, після чого повернувся до лав ЗСУ.
Під час повномасштабного вторгнення проходив службу у 30-й окремій механізованій бригаді.
За успішне планування та реалізацію бойових завдань, ефективне керівництво особовим складом у бою, у квітні 2023 року отримав нагрудний знак Головнокомандувача Збройних сил України «Срібний хрест». У травні 2024 року був нагороджений орденом Богдана Хмельницького III ступеня.
Загинув 27 серпня 2024 року внаслідок удару FPV-дрона та артилерійського обстрілу поблизу села Петропавлівка Куп'янського району Харківської області.

## Нагороди
- Звання Герой України з удостоєнням ордена «Золота Зірка» (21 лютого 2025, посмертно) — за особисту мужність і героїзм, виявлені у захисті державного суверенітету та територіальної цілісності України, самовіддане служіння Українському народові[1].
- Орден Богдана Хмельницького III ступеня (13 травня 2024) — за особисту мужність, виявлену у захисті державного суверенітету та територіальної цілісності України, самовіддане виконання військового обов'язку[2].
- Відзнака Головнокомандувача України «Срібний хрест» (10 квітня 2023)[3].